# Isabel Sanford
Isabel Sanford, ursprungligen Eloise Gwendolyn Sanford, född 29 augusti 1917 i Harlem i New York, död 9 juli 2004 i Los Angeles, Kalifornien, var en amerikansk skådespelare och komiker.

## Filmografi i urval
- 1967 – Gissa vem som kommer på middag
- 1971–1979 – All in the Family (TV-serie)
- 1972 – Lady Sings the Blues
- 1975–1985 – The Jeffersons (TV-serie)
- 1979 – Kärlek vid första bettet
- 1980–1983 – Kärlek ombord (TV-serie)
- 1994 – Lois & Clark (TV-serie)
- 1995 – Roseanne
- 1995–1996 – Fresh Prince i Bel Air (TV-serie)
- 1998 – Maffia!